# Amerikaanse watersnip
De Amerikaanse watersnip (Gallinago delicata) is een vogel uit de familie van strandlopers en snippen (Scolopacidae).

## Verspreiding en leefgebied
Deze soort komt wijdverspreid voor van Alaska tot de zuidelijke Verenigde Staten en overwintert in noordwestelijk Zuid-Amerika.

## Status
De grootte van de populatie is in 2019 geschat op 2 miljoen volwassen vogels. Op de Rode lijst van de IUCN heeft deze soort de status niet bedreigd.